# Geminiano
Geminiano är en kommun i Brasilien.   Den ligger i delstaten Piauí, i den östra delen av landet, 1 200 km nordost om huvudstaden Brasília. Antalet invånare är 5 475. Arean är 472 kvadratkilometer.
Terrängen i Geminiano är platt åt sydost, men åt nordväst är den kuperad.
Omgivningarna runt Geminiano är huvudsakligen savann. Runt Geminiano är det glesbefolkat, med 11 invånare per kvadratkilometer.